# Glénic
Glénic település Franciaországban, Creuse megyében. Lakosainak száma 644 fő (2022. január 1.). Glénic Ajain, Anzême, Jouillat, Roches, Sainte-Feyre és Saint-Fiel községekkel határos.

## Népesség
A település népességének változása:
| Lakosok száma | 574  | 581  | 605  | 592  | 636  | 657  | 666  | 680  | 685  | 644  |
|               | 1968 | 1982 | 1990 | 2006 | 2013 | 2015 | 2017 | 2019 | 2020 | 2022 |